# Meseta central siberiana
La meseta central siberiana o meseta de Siberia central (en ruso: Среднесиби́рское плоского́рье) es una región geográfica de la Siberia central, consiste en un conjunto de mesetas poco elevadas que se encuentra entre los grandes ríos Yeniséi y Lena. La meseta central siberiana está formada por una serie de superficies de meseta muy marcadas, con una altitud que oscila entre 300 y 700 metros. Hacia el norte, los montes Putorana se elevan hasta los 1.701 metros. El lado sur de la meseta está delimitado por las estribaciones de los montes Sayanes orientales y el Baikal, al norte desciende hasta las tierras bajas de Siberia septentrional, una extensión hacia el este de la llanura de Siberia occidental. Más al norte, los montes Byrranga alcanzan los 1.146 metros en la península de Taimyr, que se extiende hasta el océano Ártico. En su parte oriental, la meseta de Siberia Central da paso a la llanura de Yakut Central.
Con una extensión de más de 3 500 000 km², siendo la parte más elevada de la misma la meseta de Putorana que llega hasta los 1700 m. Es una región con un clima hostil, continental y frío, con zonas remotas habitadas y, aunque dotada de una considerable riqueza mineral, como gran parte de Siberia, se mantuvo prácticamente deshabitada hasta ahora.
La mayor parte del territorio está cubierto por bosques de coníferas. El río más importante de la meseta es el Tunguska Inferior. El clima es de tipo continental, con veranos cortos y cálidos y largos inviernos muy fríos.
Está bajo la jurisdicción de la Federación de Rusia, y la administración de la república de Sajá, el óblast de Irkutsk y el krai de Krasnoyarsk.

## Geografía
La inmensa meseta central siberiana está limitada, al norte, por las tierras bajas del norte de Siberia en la que se encuentra la llanura pantanosa Taimyr (al sur de la península de Taimyr), al sur por los diferentes macizos montañosos de Siberia meridional, como los montes Sayanes y montañas Baikal que bordean el lago Baikal; al oeste, de norte a sur, por el río Yeniséi, que la separa de la llanura de Siberia Occidental; al este, el macizo llega hasta las tierras bajas de Yakutia central, en la que discurre el curso bajo del río Lena. Al este del río se encuentran la cordillera Verjoyansk que pertenecen a las montañas de Siberia Oriental.
El clima es continental, con cortos veranos y con inviernos muy fríos (la temperatura media de enero puede caer por debajo de –40 °C.

### Hidrología
La meseta central siberiana está recorrida por diversos ríos, siendo los más importantes:
- El Yeniséi. Forma el límite occidental de la región y desagua en el mar de Kara. Con una longitud de 4093 km, es el 4.º río más largo de Rusia y el 15.º del mundo (sin contar sus fuentes, que lo convertirían en el 1.º y 5.º respectivamente). Sus afluentes en la margen derecha que discurren por la región son los siguientes:

- Río Angará, con 1779 km (en el curso bajo alcanza la llamada Tunguska Alta) y su afluente en la ribera izquierda al sur, el río Taséyeva.
- Río Tunguska Inferior, con 2989 km.
- Río Tunguska Pedregoso, con 1830 km.
- Río Kureika, con 888 km.

- Río Piasina, con 818 km, desemboca en el mar de Kara, al borde de la península de Taimyr.
- Río Játanga, con 227 km, que desagua en el mar de Láptev, formado por la confluencia del río Jeta (604 km) y río Kotuy (1409 km).
- Río Anabar, con 939 km, que desagua en el mar de Láptev.
- Río Oleniok, con 2292 km, que desagua en el mar de Láptev.
- Río Lena. Forma el límite oriental de la región, y desagua en el mar de Láptev. Con una longitud de 4440 km, es el 3.º río más largo de Rusia y el 9.º del mundo (sin contar los sistemas con sus fuentes, que lo convertirían en el 4.º y 10.º respectivamente). Sus afluentes en la margen izquierda que discurren por la región son los siguientes:

- Río Viliui, con 2650 km, y sus afluentes, el río Cona (550 km) y Cuna (1203 km).

### Ciudades
Las mayores ciudades que se encuentran en esta región, principalmente en la parte meridional, son:
- República de Sajá:

- Yakutsk 210 642 habitantes (2002), a orillas del Lena.

- en el óblast de Irkutsk:

- Angarsk 247 118 habitantes (2002).
- Bratsk, 256 600 habitantes (2005), a orillas del río Angará.
- Irkutsk, 593 604 habitantes (2002).
- Ust-Ilimsk, 99 800 habitantes (2005), a orillas del río Angará.

- en el krai de Krasnoyarsk:

- Krasnoyarsk, 909 341 habitantes (2002).
- Norilsk, 134 832 habitantes (2002).
- Kansk, 103 000 habitantes (2002)

## Estructura
La meseta central siberiana está constituida principalmente por mesetas y cadenas montañosas claramente separadas, con una altitud media entre 500 y 700 m s. n. m., aunque algunos subconjuntos superan los 1000 m s. n. m. La meseta culmina en su parte central a 1044 m s. n. m., al suroeste a los 1104 m s. n. m. (dentro de las montañas del Yeniséi) y al noreste, en la meseta de Viliui, que separa las cuencas del río Oleniok y del río Lena, a 962 m s. n. m. El punto culminante de la meseta está situado en el noroeste de los montes Putorana (1701 m s. n. m.).
Este sistema comprende una serie de mesetas más pequeñas, incluyendo, entre otras, las siguientes:
- Meseta de Putorana, el punto más alto y al noroeste Monte Kamen (el más alto del sistema de la meseta, 1678 m)
- Meseta de Anabar en el extremo norte, punto más alto (905 m)
- Meseta de Vilyuy, punto más alto (962 m)
- Meseta de Syverma, punto más alto Nakson l1035 m)
- Meseta de Tunguska, punto más alto (866 m)
- Meseta de Lena, punto más alto (700 m)
- Meseta de Lena-Angara, punto más alto Namai, (1509 m)
- Cordillera Yenisei, punto más alto (1125 m)
- Sierra de Angara, punto más alto (1022 m)

## Geología
La meseta es parte de la Traps Siberianas, una inmensa región geológica creada por una importante erupción volcánica mayor hace unos 250 millones de años entre los períodos geológicos Pérmico y Triásico. La meseta es rica en recursos minerales y energéticos: oro diamantes, hierro, carbón, petróleo y gas natural.

## Riqueza mineral
La meseta de Siberia Central es rica en diversos minerales, como carbón, oro, mineral de hierro, diamantes y elementos de tierras raras. La riqueza mineral de la región atrae desde hace tiempo la atención de las empresas estatales y las corporaciones privadas rusas. La zona es especialmente conocida por sus importantes reservas de carbón, con vastos yacimientos situados en la cuenca de Tunguska y otras regiones de la meseta. La minería del carbón, que se utiliza principalmente para la producción nacional de energía, sigue siendo uno de los principales motores económicos de la región. Rusia es uno de los mayores productores de carbón del mundo, y la Meseta Central de Siberia contribuye de forma significativa a esta producción.
La minería del oro es otra actividad fundamental en la meseta, con yacimientos de oro tanto de aluvión como de roca dura en varias partes de la región. El Escudo de Aldán y otras zonas geológicamente ricas albergan algunas de las mayores reservas de oro de Rusia. Las operaciones mineras en estas zonas están impulsadas tanto por la demanda nacional como por los mercados internacionales. Siberia también alberga importantes reservas de diamantes, siendo la región de Yakutia, situada en el extremo nororiental de la meseta, una de las principales fuentes de diamantes del mundo. La presencia de metales de tierras raras, esenciales para la electrónica moderna, añade otra capa de importancia a la riqueza mineral de la región.

## Flora y fauna
La meseta central de Siberia está cubierta principalmente por la taiga (abeto, alerce, pinos...) que, yendo al norte, se sustituye gradualmente por tundra y tundra boscosa. Esta última se caracteriza por la vegetación a nivel del suelo de musgos, helechos y arbustos.

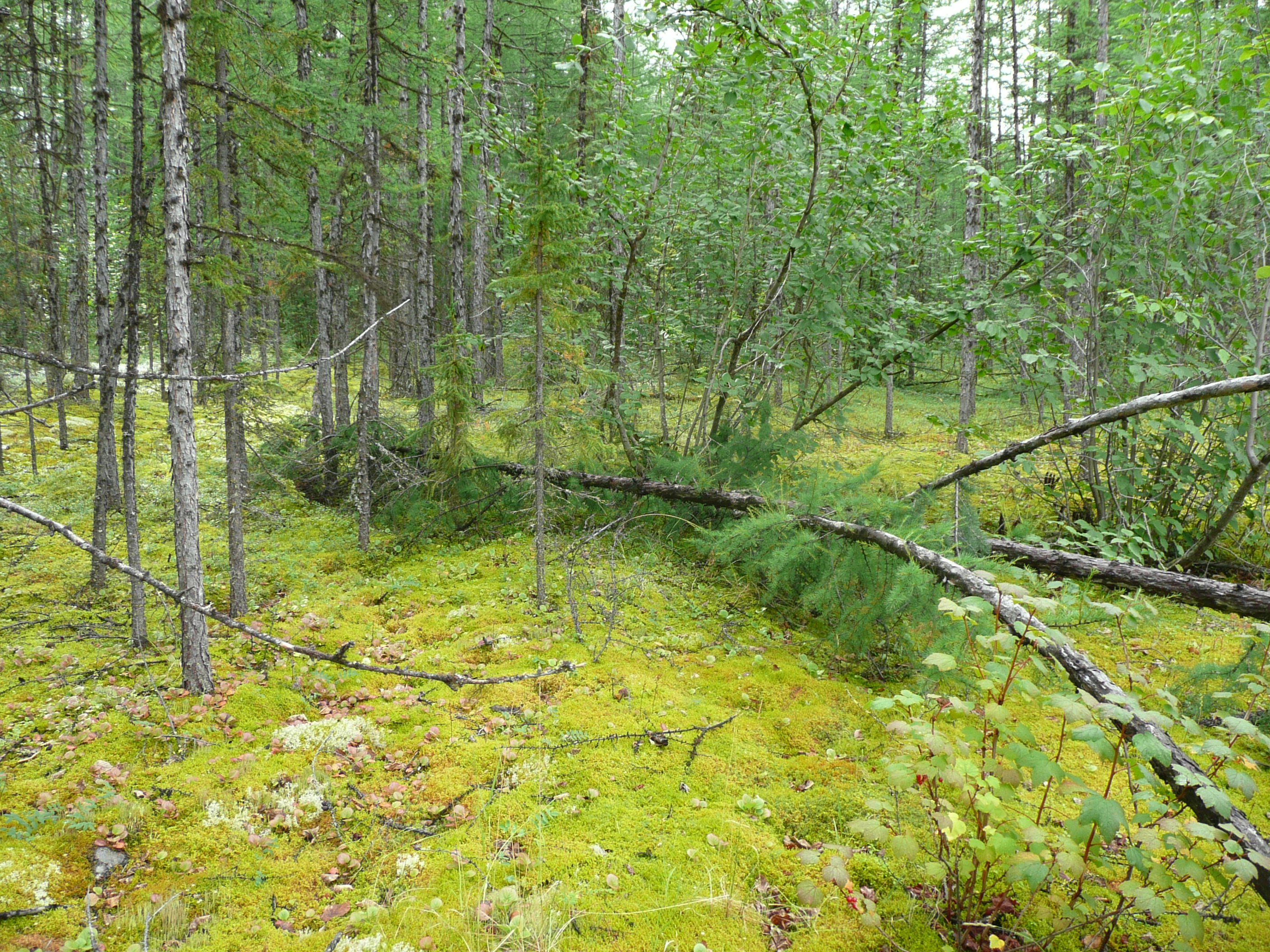
Bosque de alerces siberianos con bosques de abetos siberianos en la zona del Nizhnyaya Tunguska)

Predominan los bosques de pino-alerces y pino en la parte sur. La parte norte de la meseta está ocupada por la tundra montañosa. En los valles del sur de la meseta de Siberia central se encuentran las zonas de bosque estepario (Kanskaya y Krasnoyarskaya) y estepa (estepas de Balagan).
Las importantes amplitudes de altitud y el relieve muy accidentado provocan una zonalidad altitudinal claramente pronunciada. Así, en las montañas de la parte baja del Tunguska inferior, a una altitud de 250–400 m se encuentra la taiga oscura de coníferas, que es sustituida por bosques claros de alerce por encima. A una altitud de 500-700 m cambian a bosques ralos de alerce de montaña o matorrales arbustivos de aliso; las cimas de los macizos que se elevan por encima de los 700-800 m están ocupadas por tundra rocosa de montaña.
El mundo animal es muy diverso. En la taiga se encuentran oso pardo, alces, glotones, lepus, martas. En la tundra habitan renos y zorros árticos. Los ríos son ricos en variedad de peces, cuyas especies más valiosas son el esturión, el taimen, acipenser y el sigí. Entre las aves se destacan el urogallo occidental y grévol común.

## Economía
A pesar de los recursos que contiene, la meseta está prácticamente despoblada a causa de su clima y la extrema lejanía de los principales centros de población.

## Infraestructura y transporte
Como la mayoría de las carreteras de las vastas montañas de Siberia central no están asfaltadas, se convierten en barrizales resbaladizos cuando el suelo se descongela en primavera debido a las numerosas lluvias. Así, durante la mayor parte del año, apenas son transitables, o lo son con dificultad. Sólo cuando las heladas las convierten en laderas duras como el hormigón en invierno y la profundidad de la nieve lo permite, se pueden volver a transitar con facilidad. Las vías de transporte más importantes son la red ferroviaria, algunas carreteras principales, las conexiones aéreas y las rutas de navegación de los numerosos ríos, siempre que no estén congelados.

## Historia
La meseta central siberiana tiene una historia rica y compleja, moldeada por su geografía, los movimientos de personas y la interacción de influencias culturales. Hoy en día, sigue siendo una región de belleza natural y significancia económica, reflejando los legados de su pasado mientras enfrenta desafíos contemporáneos.
La meseta central siberiana ha estado habitada desde tiempos prehistóricos. La evidencia arqueológica sugiere que las tribus nómadas dependían de la caza, la pesca y la recolección. La presencia humana más antigua en la región se remonta al Paleolítico, hace unos 30,000 años. Sitios arqueológicos cerca del río Lena han revelado herramientas y artefactos de sociedades cazadoras-recolectoras. Estos grupos dependían de la caza de grandes animales como mamuts, rinocerontes lanudos y renos. Su supervivencia dependía de la movilidad, siguiendo las migraciones de los animales.
A medida que el clima se calentaba y la megafauna se extinguía, las poblaciones se adaptaron a nuevos entornos. El período mesolítico (aproximadamente 10,000 a 5,000 a. C.) vio una diversificación de las estrategias de subsistencia, incluyendo la pesca y la recolección.
Se han encontrado evidencias de asentamientos semipermanentes, lo que indica un cambio hacia condiciones de vida más estables.
Para el período neolítico (alrededor de 5,000 a 3,000 a. C.), las comunidades comenzaron a asentarse en los valles fluviales, lo que llevó al desarrollo de la agricultura en algunas áreas. La introducción de la cerámica y el tejido señala avances tecnológicos. La población se volvió más sedentaria, dando lugar al establecimiento de estructuras sociales y redes comerciales.
Con el tiempo, estos primeros habitantes desarrollaron culturas únicas, a menudo influenciadas por el clima riguroso y el aislamiento geográfico.
En el siglo XIII, el Imperio Mongol se expandió hacia Siberia, afectando a las poblaciones indígenas y las rutas comerciales. A finales del siglo XVI y principios del XVII, exploradores y colonos rusos comenzaron a trasladarse a Siberia, incluida la meseta central de Siberia. El establecimiento de fuertes y puestos comerciales llevó a un mayor contacto con los grupos indígenas. 
El descubrimiento de recursos naturales, incluidos minerales y madera, llevó a una explotación intensificada de la región. El gobierno ruso fomentó el asentamiento y el desarrollo industrial. Bajo el dominio soviético, la meseta central de Siberia experimentó un desarrollo significativo de infraestructura, incluida la construcción de ferrocarriles y ciudades. La región también se convirtió en un sitio para campos de trabajo durante la era de Stalin, afectando a las poblaciones locales y las economías.
En la actualidad han surgido problemas ambientales debido a las actividades industriales, incluida la minería y la deforestación. Los esfuerzos por equilibrar el desarrollo económico con la preservación ecológica están en curso. Las culturas indígenas están experimentando un resurgimiento, con movimientos para preservar lenguas, tradiciones y derechos.